# (283277) Faber
Pour les articles homonymes, voir Faber.
(283277) Faber est un astéroïde de la ceinture principale.

## Description
(283277) Faber est un astéroïde de la ceinture principale. Il fut découvert le 13 août 2004 au Cerro Tololo par Larry H. Wasserman. Il présente une orbite caractérisée par un demi-grand axe de 2,42 UA, une excentricité de 0,16 et une inclinaison de 3,2° par rapport à l'écliptique.

## Compléments